# Ak Sunkur al-Hadżib
Ak Sunkur al-Hadżib (właściwie:  Ak Sunkur Ibn Kasim ad-Daula Abd Allah), (? - zm. 1094) – namiestnik Aleppo z ramienia Wielkich Seldżuków w latach 1087 - 1094 i ojciec Zankiego.
Był mamelukiem sułtana Malikszaha I. W roku 1087 został przez niego mianowany namiestnikiem Aleppo. Na tym stanowisku współdziałał on z mającym siedzibę w Damaszku bratem Malikszaha Tutuszem, pomagając mu rozszerzyć jego władzę w Syrii. Ak Sunkur walczył między innymi z Dżalal al-Mulkiem Alim z władającej Tyrem i Trypolisem dynastii Banu Ammar, doszedł jednak z nim do porozumienia. W rezultacie terytorium Banu Ammar wyznaczyło granicę Seldżuckich podbojów na południu. Kiedy po śmierci Malikszaha w roku 1092 Tutusz rozpoczął wojnę z Barkijarukiem Ak Sunkur wraz z namiestnikiem Edessy Buzanem przyłączył się do popierającego Barkijaruka Kurbughi. Tutusz pokonał ich jednak w bitwie pod Tall as-Sultan na południe od Aleppo i zabił Ak Sunkura i Buzana w maju 1094 roku. Jako namiestnik Ak Sunkur był chwalony za sprawne i sprawiedliwe rządy.